# Комарівка (Кременецький район)
Комарі́вка — село в Україні, у Почаївській міській громаді Кременецького району Тернопільської області. Розташоване на заході району. До 2020 підпорядковане Будківській сільській раді.
До села приєднані хутори Дубова і Пацюки.
Населення — 908 осіб (2003).

## Історія
Поблизу комарівки виявлено археологічні пам'ятки давньоруської культури.
Перша писемна згадка — 1583 як власність князя С. Збаразького.
На 1936 рік село входило до ґміни Бережці Кременецького повіту.
В Комарівці знайдено артилерійський снаряд часів Другої світової війни.
12 червня 2020 року, відповідно до розпорядження Кабінету Міністрів України № 724-р «Про визначення адміністративних центрів та затвердження територій територіальних громад Тернопільської області», увійшло до складу Почаївської міської громади.
19 липня 2020 року, в результаті адміністративно-територіальної реформи та ліквідації Кременецького (1940-2020) району, село увійшло до складу новоутвореного Кременецького району.

## Населення
За даними перепису населення 2001 року мовний склад населення села був таким:
| Мова       | Число ос. | Відсоток |
| ---------- | --------- | -------- |
| українська |           | 99,67    |
| російська  |           | 0,33     |

## Пам'ятки

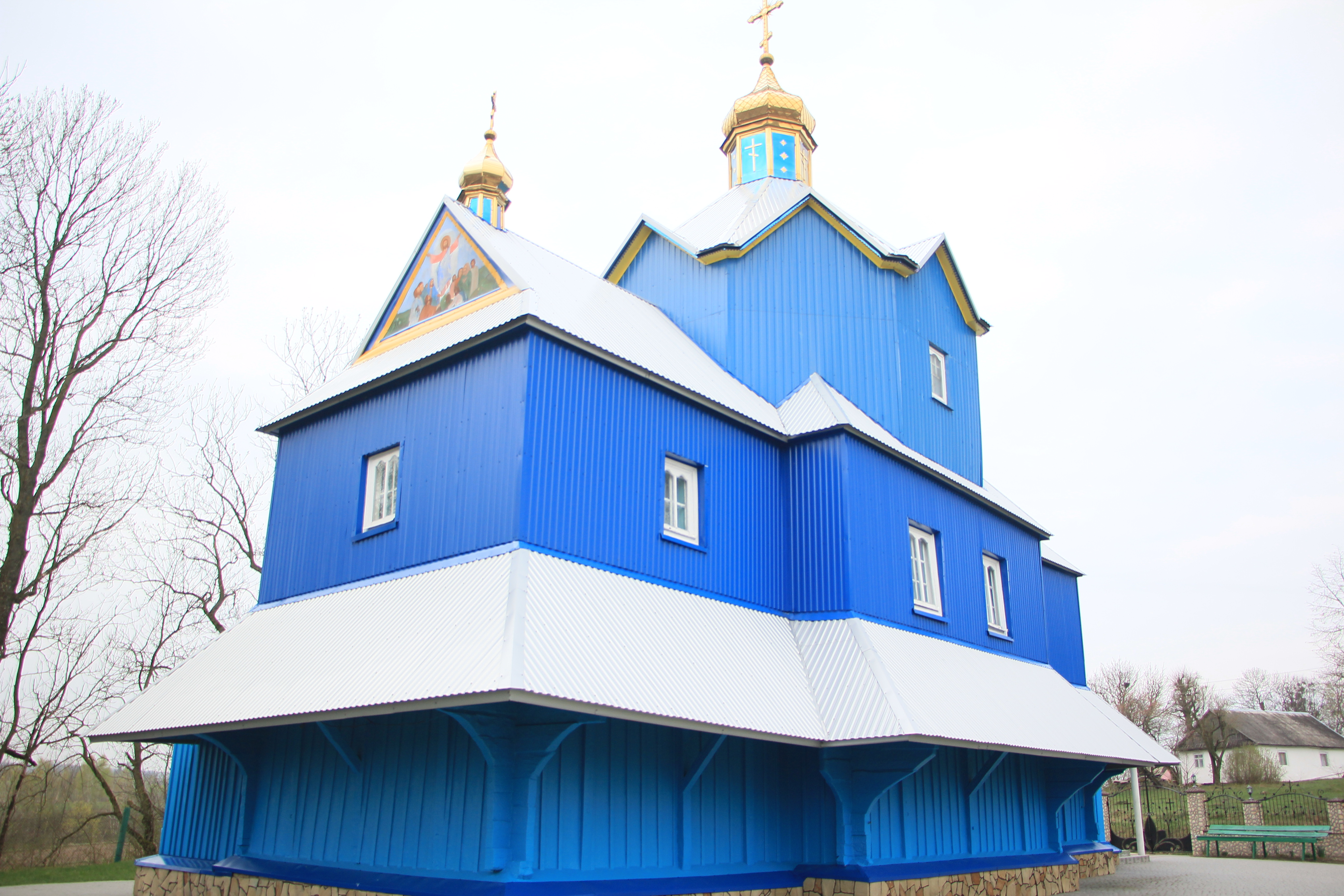
Дерев'яна церква в Комарівці

- Вознесенська церква побудована у 1789 (дерев'яна)
- Встановлено пам'ятник воїнам ОУН(б) які загинули в бою з НКВД на полях між Дубовою і Кімнатою.

## Соціальна сфера
Діють загальноосвітня
школа І-ІІ ступенів, клуб,
бібліотека, магазин, ФАП.

## Відомі люди
У селі народився науковець, доктор наук Г. Чучмай.

## Галерея

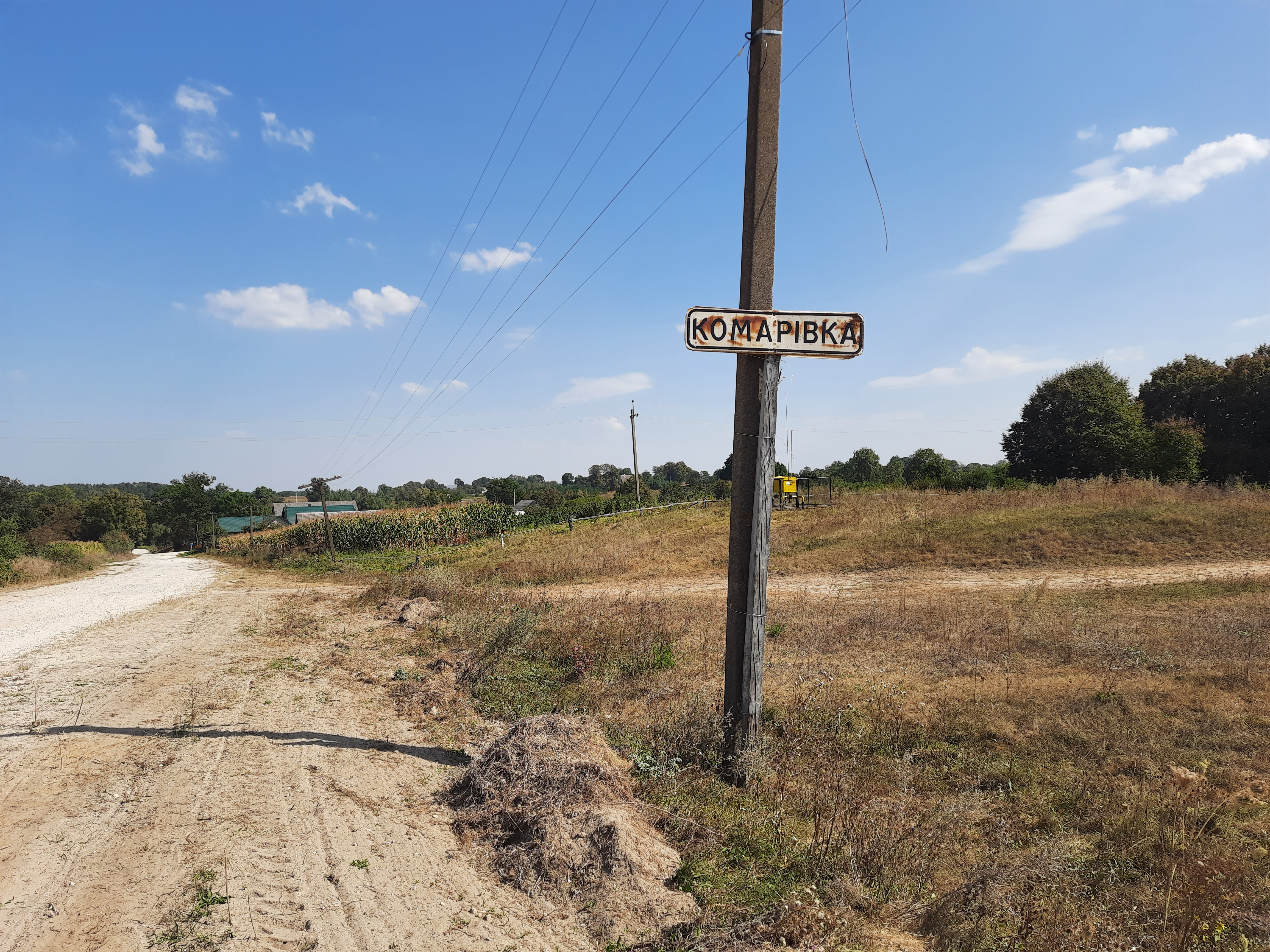
Дорожній знак при в'їзді в село
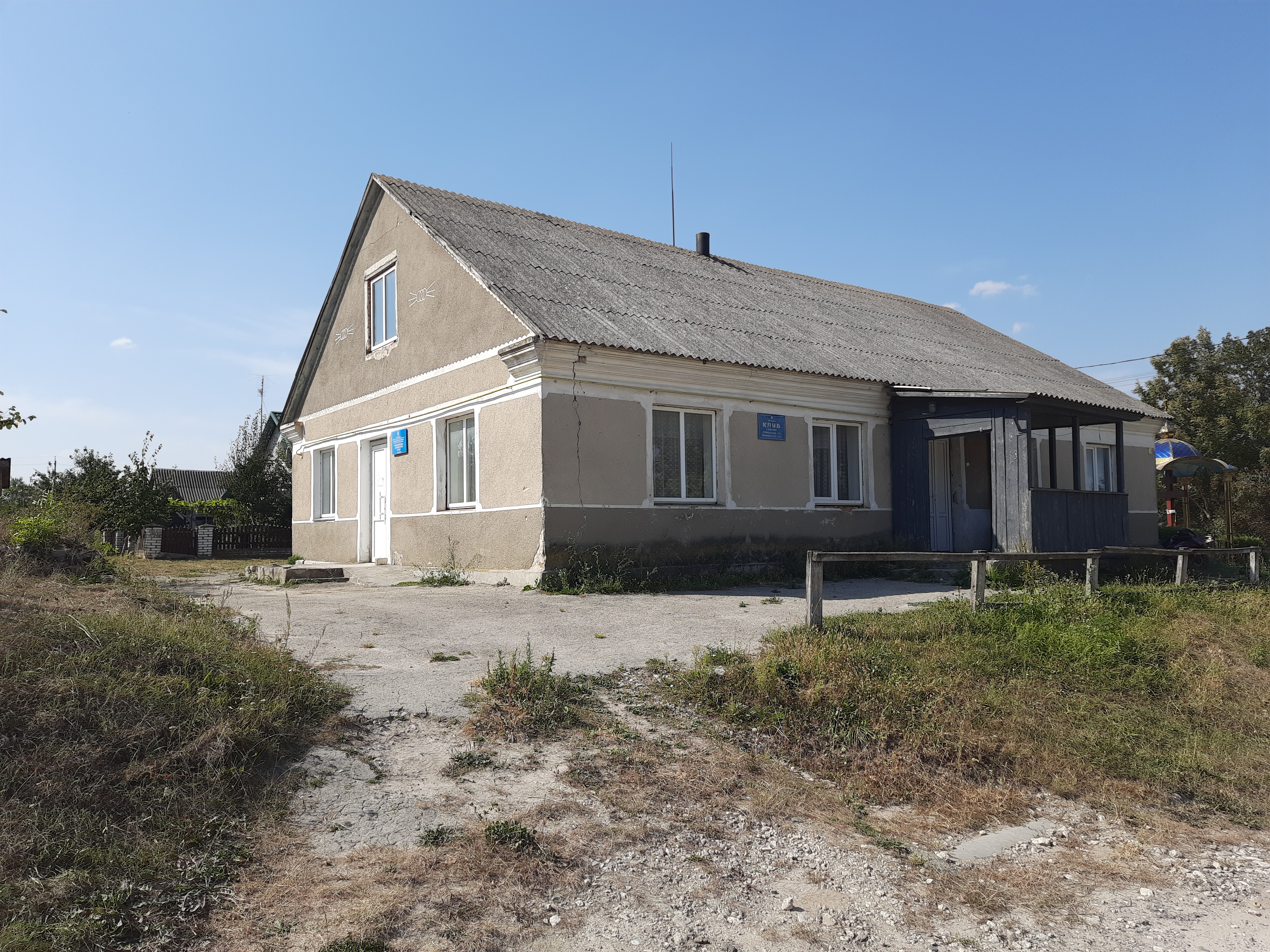
Клуб
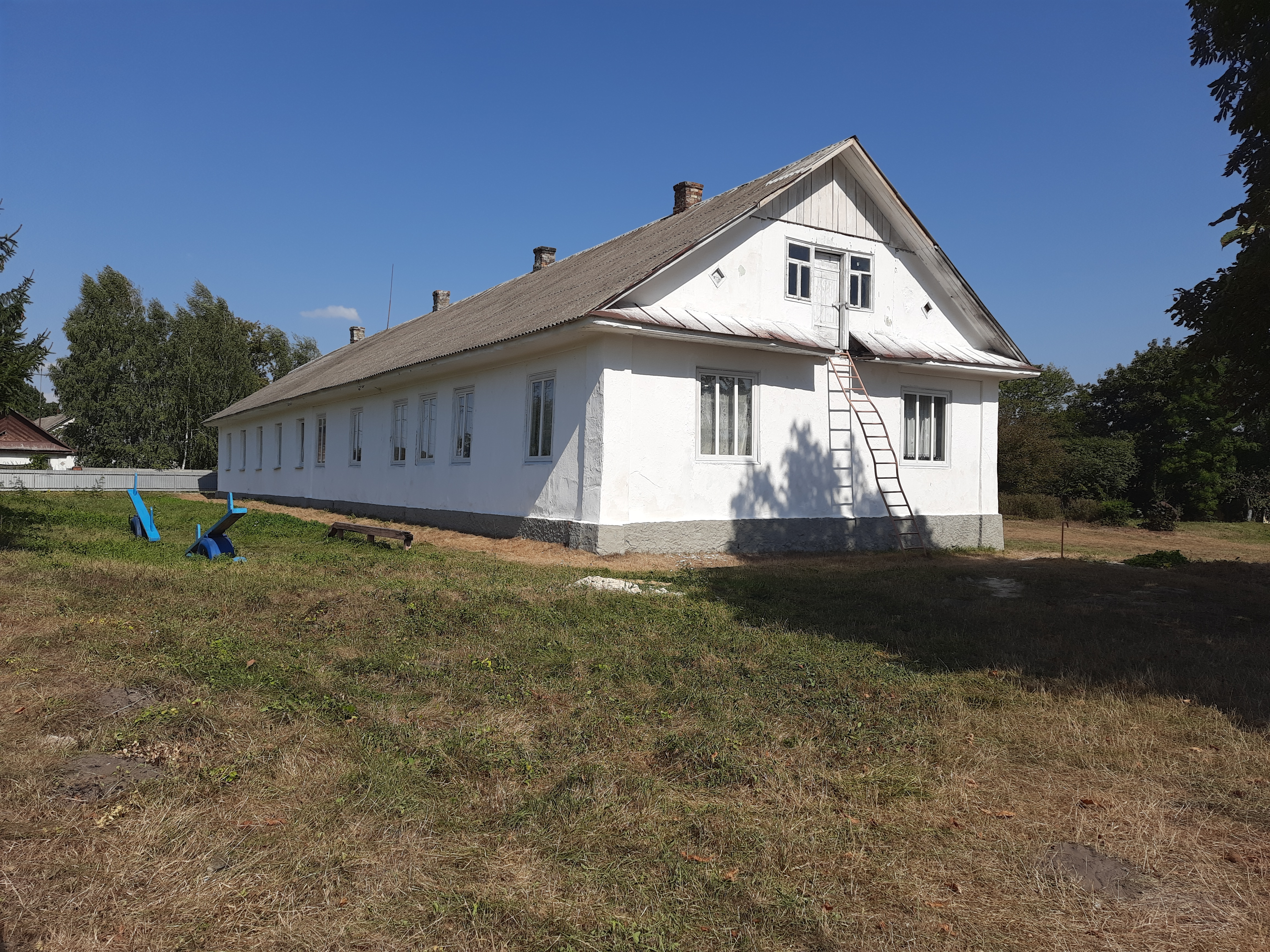
Школа
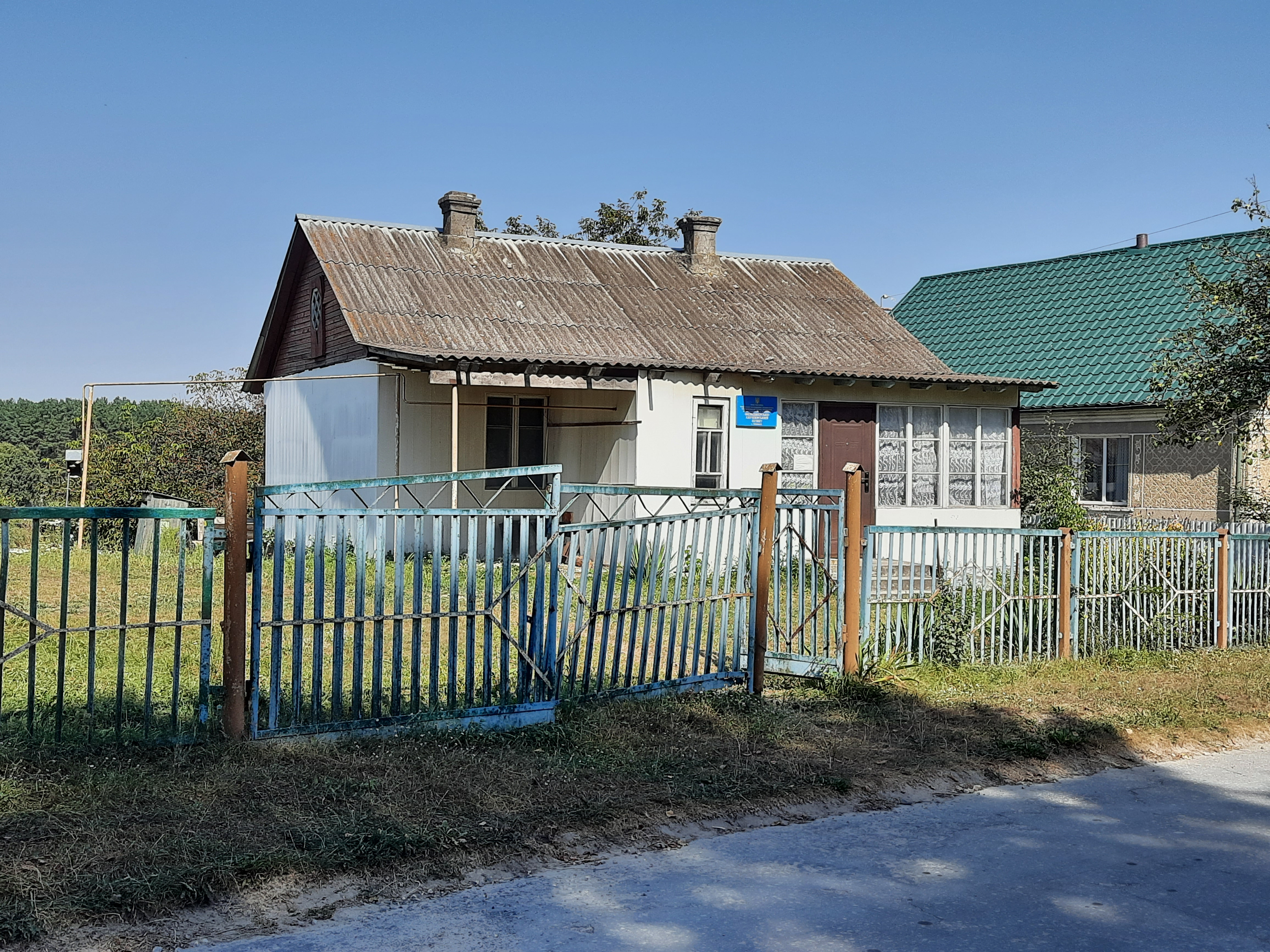
Фельдшерський пункт
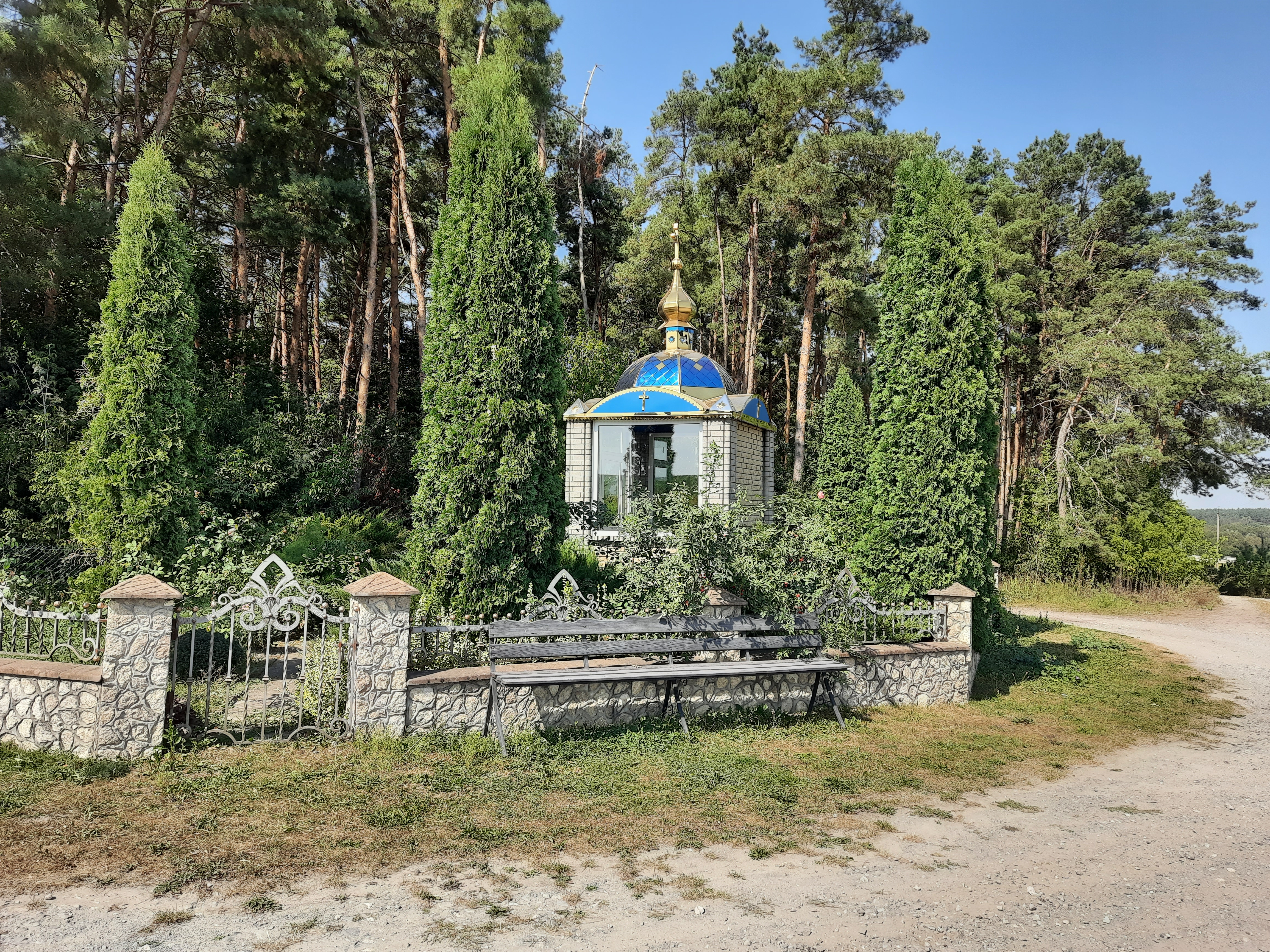
Капличка